# Mordbach (Eppenbrunner Bach)
Der Mordbach ist ein fast 21⁄2 Kilometer langer rechter Zufluss des Eppenbrunner Bachs im rheinland-pfälzischen Landkreis Südwestpfalz. Der Mordbach verläuft auf gesamter Länge innerhalb der Gemarkung der Ortsgemeinde Eppenbrunn.

## Geographie

### Verlauf
Der Mordbach entspringt auf einer Höhe von etwa 294 m ü. NHN im Biosphärenreservat Pfälzerwald nordöstlich von Eppenbrunn in einer Wiese nördlich des 325,4 m ü. NHN hohen Erbsenecks. Parallel zu ihm verläuft auf fast seiner gesamten Länge die Kreisstraße 5.
Der Bach fließt in einem Bogen zunächst westwärts, dann südwestwärts am nördlichen Fuß des 386,4 m ü. NHN hohen Kalmerecks entlang und erreicht nach rund zwei Kilometern das Siedlungsgebiet der Ortsgemeinde. Dort unterquert er die Landesstraße 478 und mündet schließlich, von Nordosten kommend, auf einer Höhe von 275 m ü. NHN von rechts in den aus dem Ostsüdosten heranziehenden Eppenbrunner Bach.
Der etwa 2,4 km langer Lauf des Mordbachs endet ungefähr 19 Höhenmeter unterhalb seiner Quelle, er hat somit ein mittleres Sohlgefälle von etwa 7,9 ‰.

### Einzugsgebiet
Das 6,995 km² große Einzugsgebiet des Mordbachs liegt im Eppenbrunner Hügelland und wird durch ihn über den Eppenbrunner Bach, die Trualbe, den Hornbach, den Schwarzbach, der Blies, die Saar, die Mosel und den Rhein zur Nordsee entwässert.
Die höheren Lagen des Einzugsgebiets sind zum großen Teil bewaldet, im Quellbereich und um den Weiler Ransbrunnerhof überwiegen landwirtschaftliche Nutzflächen und der Bereich um die Mündung ist besiedelt.  Die höchste Erhebung ist der Ranschberg mit einer Höhe von 451,4 m ü. NHN im Nordosten des Einzugsgebiets.

### Zuflüsse
- (Bach von der Mordsbachquelle) beim Weiler Ransbrunnerhof, von rechts und Nordosten, 0,5 km, 0,9 km²
- Rotes Aschbächle, von rechts und Nordnordosten, 1,5 km, 0,96 km²
- Kleiner Mordbach, von rechts und Nordwesten, 0,2 km, 0,19 km²

## Tourismus
In seinem Oberlauf wird er vom Fernwanderweg Nahegau-Wasgau-Vogesen gekreuzt und in der Eppenbrunner Ortsmitte vom Hornbach-Fleckenstein-Radweg sowie der Rheinland-Pfalz-Radroute.

### WW
Amtliche Online-Gewässerkarte mit passendem Ausschnitt und den hier benutzten Layern. Allgemeiner Einstieg ohne Voreinstellungen und Layer: GeoExplorer der Wasserwirtschaftsverwaltung Rheinland-Pfalz (Hinweise)
1. ↑  Länge nach der Layergruppe Gewässer.
2. ↑  Einzugsgebiet nach der Layergruppe Gewässer.

### LANIS
Amtliche Topographische Karte mit passendem Ausschnitt und den hier benutzten Layern.
Allgemeiner Einstieg ohne Voreinstellungen und Layer: Kartendienst des Landschaftsinformationssystems der Naturschutzverwaltung Rheinland-Pfalz (LANIS-Karte) (Hinweise)
1. ↑  Landschaften in Rheinland-Pfalz, LANIS
2. 1 2  Höhe abgefragt auf dem Hintergrundlayer Topographische Karte Farbe.